# Barajul Turnu
Barajul Turnu este face parte din sistemul de hidrocentrale de pe Olt. Se află în amonte de stațiunea Căciulata, care aparține administrativ de orașul Călimănești. Are o înălțime de 44 m, iar lacul format în spatele barajului are un volum de 13 milioane mc. 
Hidrocentrala, finalizată în 1982, are o putere instalată de 70 MW.